# Сальватор из Орты
Святой Сальватор из Орты (кат. Salvador d’Horta, исп. Salvador de Horta, итал. Salvatore da Horta, декабрь 1520, Санта-Колома-де-Фарнерс — 18 марта 1567, Кальяри) — испанский францисканский конверз из Каталонии, чудотворец.

## Жизнь
Сальватор Пладеваль-и-Бьен родился в Санта-Колома-де-Фарнерс в декабре 1520 года в городской больнице, где его родители были слугами. В 1534 году он осиротел и отправился в Барселону, где трудился сапожником, чтобы прокормить себя и свою сестру. Когда сестра вышла замуж, юный Сальватор смог осуществить мечту и посвятить себя религии. После некоторого времени в бенедиктинском монастыре Монтсеррат, 3 мая 1541 года поступил в барселонский францисканский монастырь Санта-Мария-де-Хесус. В 1542 году принял монашеские обеты и был направлен в монастырь Тортосы.
Позже переведён в монастырь Бельпуча, Орта-де-Сан-Жоан, где оставался двенадцать лет, с 1547 по 1559 год, а затем в монастыри в Реусе и Мадриде, где был на аудиенции у короля Испании Филиппа II. Брат Сальватор всегда трудился на самых скромных и трудоёмких должностях, такие как привратник или повар. Тем не менее к нему не иссякал поток прихожан, веривших, что монах способен творить чудеса. Слава Сальватора как чудотворца беспокоила его братьев и настоятелей, и его постоянно переводили из одного монастыря в другой. В Барселоне его преследовала инквизиция, но он был оправдан.
Последним монастырём, в котором служил брат Сальватор, стал Санта-Мария-де-Хесус в Кальяри, Сардиния, куда он прибыл в ноябре 1565 года. Здесь он служил поваром, чудотворствовал и скончался в ореоле праведности 18 марта 1567 года.

## Почитание
По просьбе короля Испании Филиппа III папа Павел V объявил Сальватора из Орты блаженным 5 февраля 1606 года. Мощи блаженного были обнаружены нетленными, когда их хотели переместить в францисканский монастырь под Сассари. В 1758 году мощи перезахоронили в стеклянном гробу под главным алтарём церкви Святой Розалии в Кальяри, где они остаются и по сей день. Канонизирован 17 апреля 1938 года папой Пием XI.
День памяти — 18 марта.